# (33293) 1998 KM31
1998 KM31 (asteroide 33293) é um asteroide da cintura principal. Possui uma excentricidade de 0.05978830 e uma inclinação de 11.52649º.
Este asteroide foi descoberto no dia 22 de maio de 1998 por LINEAR em Socorro.